# Stoke Goldington
Stoke Goldington est une paroisse civile et un village du Buckinghamshire, en Angleterre.